# Chiesa di San Michele e Santissimo Redentore
La chiesa di San Michele e Santissimo Redentore è la parrocchia di Sabbio Bergamasco, quartiere di Dalmine, in provincia e diocesi di Bergamo; fa parte del vicariato di Dalmine-Stezzano.

## Storia
Una chiesa intitolata a San Michele Arcangelo risulta presente sul territorio di Sabbio risulta inserita nella bolla pontificia del 1155 del papa Adriano IV appartenente all'arcidiocesi di Milano e alla plebania di Pontirolo. La chiesa nel 1566 fu inserita alla vicaria di Mariano al Brembo, e nel 1583 aggregata alla collegiata di Treviglio per finire con la plebania di Verdello. La chiesa fu ricostruita nel Settecento e intitolata all'Arcangelo Michele e nei primi mesi del 1754 dal vescovo Casimiro de' Rossi consacrata.
Nel triennio tra il 1784 e il 1787, la chiesa passò dall'arcidiocesi di Milano alla diocesi di Bergamo. Il primo atto di questo passaggio fu l'autorizzazione dell'amministrazione comunale, successivamente della sacra Congregazione Concistoriale, e poi l'autorizzazione con la bolla pontificia del 13 novembre 1786 di papa Pio VI. Il cambio di diocesi fu ufficializzato nel 1787 dalle autorità episcopali di Bergamo. La chiesa rimase unita a Verdello fino al 1957 con la formazione della nuova parrocchia di Dalmine. Nella prima metà del Novecento la chiesa fu oggetto di un restauro con il recupero degli affreschi più antichi.
Nel 1960 fu decisa la costruzione di un nuovo edificio di culto e il progetto fu affidato all'ingegnere Gianfranco Mazzoleni. Nel 1963 il nuovo edificio di culto fu consacrato con l'intitolazione a san Michele arcangelo e al Santissimo Redentore dal vescovo Giuseppe Piazzi. In quell'occasione il vescovo fece dono delle reliquie dei santi Pietro e Paolo, Giovanni vescovo di Bergamo, e Maria Goretti.
Con l'elevazione della nuova parrocchia, quella antica intitolata all'Arcangelo Michele ne divenne sussidiaria.
Con decreto del 27 maggio 1979 del vescovo di Bergamo Giulio Oggioni la parrocchia fu inserita nel vicariato locale di Dalmine-Stezzano.

## Descrizione

### Antica chiesa
L'antica edificio di culto anticipato da un ampio sagrato presenta la facciata intonacata divisa da lesene e su due ordini da una cornice marcapiano. Le sezioni più laterali sono unite al corpo centrale da muretti rampanti con fiamme. Le lesene sono complete di zoccolatura e capitelli che reggono la cornice con copertura da coppi. Nella parte inferiore centrale l'ingresso con paraste e architrave in pietra che reggono il timpano triangolare. L'ordine superiore riprende la tripartizione con centrale un'ampia finestra modanata atta a illuminare l'aula. La facciata termina con il timpano triangolare culminante con la statue del santo titolare.
Internamente la chiesa a navata unica con volte a crociera è divisa da lesene con alta zoccolatura e coronate capitelli corinzi in cinque campate. La seconda campata conserva la statua di San Michele arcangelo e la zona penitenziale con il confessionale ligneo. La zona presbiteriale preceduta dall'arco trionfale e tre gradini, con coro coperto da catino.

### Nuova chiesa
La nuova chiesa con l'orientamento liturgico a sud è anticipata dall'ampio sagrato con pavimentazione di lastre di pietra e sollevato dall'assetto stradale da quattro gradini.

La facciata in mattoni a vista ha nella parte centrale l'ingresso molto ampio con copertura di travi a vista che oltre a riparare l'ingresso ha funzione di portico. La facciata è caratterizzata dalla grande scultura del Cristo Redentore. La facciata termina con la copertura con travi a vista. La zona presbiteriale illuminata da due finestre con vetrate colorate e rialzate da cinque gradini.

L'interno con la grande navata unica con copertura a due falde intonacate con travi che si poggiano sui pilastri perimetrali che dividono l'aula.